# SsangYong Actyon
La Ssangyong Actyon è un SUV prodotto dalla casa automobilistica sudcoreana SsangYong Motor Company a partire dal 2006 fino al 2018, disponibile con carrozzeria sia 5 porte che pick-up 4 porte con cassone denominata Sports. 

## Il contesto
La vettura viene commercializzata in Italia con due motorizzazioni: una diesel e una benzina.
Il diesel è un 2 litri (1.998 cm³) 4 cilindri in linea derivato da una motorizzazione Mercedes-Benz di 2,7 litri a 5 cilindri adottata dalla più grande SsangYong Rexton, identificata dalla sigla XDI. Il diesel della Actyon eroga 141 cavalli (104 kw) con emissioni pari a 199 grammi di anidride carbonica emessi al chilometro nel ciclo combinato.

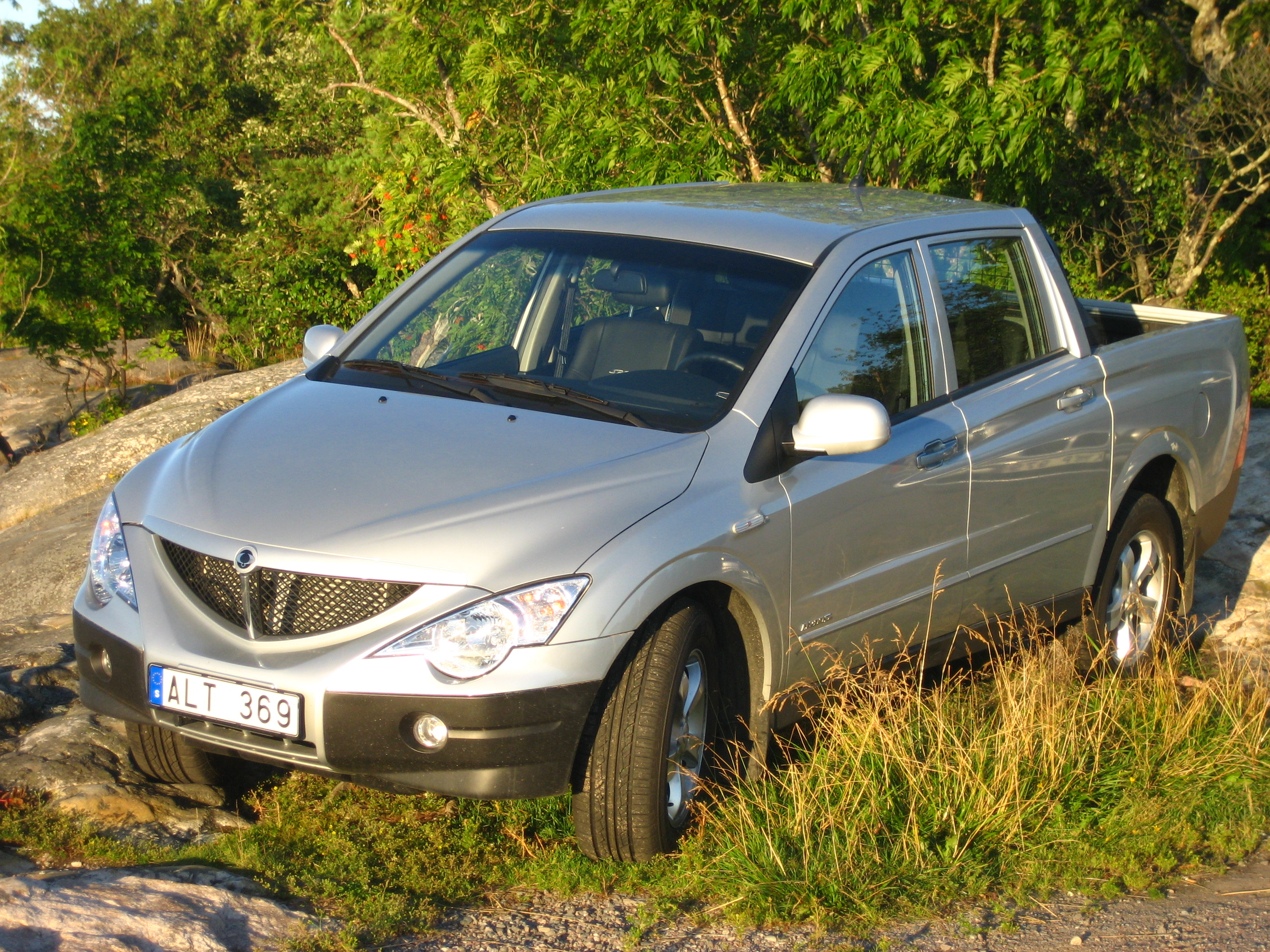
SsangYong Actyon Sports

La trazione può essere sia posteriore permanente che integrale (a seconda dell'allestimento), ed è abbinata a una trasmissione manuale a 5 rapporti con riduttore (5 marce ridotte) per le 4WD mentre a 5 rapporti classica per le 2WD.
Il motore a benzina è un 2,3 litri (2.295 cm³) sempre di derivazione Mercedes-Benz, da una potenza di 150 cavalli (110 kw), disponibile solo con la trazione integrale e ad una trasmissione manuale, sempre a 5 rapporti con riduttore, e ad una automatica a 4 rapporti più 4 ridotte, con emissioni pari a 259 grammi di CO2 al chilometro nel ciclo combinato. Dal dicembre 2007 è disponibile anche a doppia alimentazione bi-fuel.
L'Actyon Sports (versione pick-up) si differenzia dall'Actyon 5 porte per le dimensioni maggiori e per il cassone che misura rispettivamente 128 x 160 cm, e per la disponibilità del solo motore diesel abbinato alla trazione integrale e al cambio manuale. Le emissioni salgono a 212 grammi al km di CO2. Quest'ultima versione è entrata in produzione solo a partire dal 2007. Nel 2024 arriva la nuova versione della Ssangyong actyon ne migliora l'aspetto ma non la sua qualità.